# Diocèse d'Ekiti
Le diocèse d'Ekiti (latin : Ekitien(sis)) est un diocèse catholique dont le siège se trouve à Ado Ekiti, dans la province ecclésiastique d'Ibadan au Nigeria.

## Histoire
Le diocèse d'Ado-Ekiti est érigé le 30 juillet 1972, recevant son territoire du diocèse d'Ondo. Il prend son nom actuel le 11 décembre 1972. Il a longtemps été évangélisé par les missionnaires irlandais de la Société des missions africaines (dite de Lyon).

## Siège
Son siège se trouve à la cathédrale Saint-Patrick d'Ado Ekiti.

## Sources
- (en) Site officiel du diocèse
- (en) GCatholic.org Information
- (en) Catholic Hierarchy